# Пархіда
Пархіда (рум. Parhida) — село у повіті Біхор в Румунії. Входить до складу комуни Темешеу.
Село розташоване на відстані 451 км на північний захід від Бухареста, 18 км на північ від Ораді, 140 км на захід від Клуж-Напоки.

## Населення
За даними перепису населення 2002 року у селі проживали 509 осіб.
Національний склад населення села:
| Національність | Кількість осіб | Відсоток |
| -------------- | -------------- | -------- |
| угорці         | 255            | 50,1%    |
| румуни         | 235            | 46,2%    |
| цигани         | 19             | 3,7%     |

Рідною мовою назвали:
| Мова      | Кількість осіб | Відсоток |
| --------- | -------------- | -------- |
| угорська  | 265            | 52,1%    |
| румунська | 235            | 46,2%    |
| циганська | 9              | 1,8%     |